# Scottish League Challenge Cup 1992/93
Der Scottish League Challenge Cup wurde 1992/93 zum 3. Mal ausgespielt. Der schottische Fußballwettbewerb, der offiziell als B&Q Challenge Cup ausgetragen wurde, begann am 6. Oktober 1992 und endete mit dem Finale am 13. Dezember 1992 im Stadion an der Love Street in Paisley. Titelverteidiger war Hamilton Academical, der im Vorjahresfinale gegen Ayr United gewann. Am Wettbewerb nahmen die Vereine der Scottish Football League teil. Im diesjährigen Finale konnte Hamilton Academical bei der dritten Austragung zum zweiten Mal den Titel holen, im Finale bezwang die Mannschaft Greenock Morton.

## 1. Runde
Ausgetragen wurden die Begegnungen am 6. und 7. Oktober 1992.
|                  | Ergebnis        |                       |
| ---------------- | --------------- | --------------------- |
| FC Arbroath      | 3:0             | Dunfermline Athletic  |
| Ayr United       | 2:1             | FC St. Mirren         |
| Berwick Rangers  | 2:2 (?:? i. E.) | FC East Stirlingshire |
| FC Dumbarton     | 0:3             | Hamilton Academical   |
| Forfar Athletic  | 2:5             | Greenock Morton       |
| FC Kilmarnock    | 2:1             | FC Clyde              |
| FC Livingston    | 1:0 n. V.       | FC East Fife          |
| FC Queen’s Park  | 2:3 n. V.       | FC Montrose           |
| FC Stenhousemuir | 2:4             | FC Cowdenbeath        |
| FC Stranraer     | 3:2             | Alloa Athletic        |

## 2. Runde
Ausgetragen wurden die Begegnungen am 20. Oktober 1992.
|                 | Ergebnis        |                     |
| --------------- | --------------- | ------------------- |
| Albion Rovers   | 0:2             | Hamilton Academical |
| Berwick Rangers | 1:0             | FC Arbroath         |
| Brechin City    | 1:2             | Greenock Morton     |
| FC Cowdenbeath  | 0:4             | FC Montrose         |
| FC Kilmarnock   | 1:0             | Ayr United          |
| Raith Rovers    | 0:0 (?:? i. E.) | FC Livingston       |
| Stirling Albion | 2:1             | FC Clydebank        |
| FC Stranraer    | 0:2             | Queen of the South  |

## Viertelfinale
Ausgetragen wurden die Begegnungen am 27. und 28. Oktober 1992.
|                     | Ergebnis |                    |
| ------------------- | -------- | ------------------ |
| Stirling Albion     | 0:1      | FC Montrose        |
| Hamilton Academical | 5:2      | Berwick Rangers    |
| FC Kilmarnock       | 1:2      | Greenock Morton    |
| FC Livingston       | 3:2      | Queen of the South |

## Halbfinale
Ausgetragen wurden die Begegnungen am 10. und 11. November 1992.
|                     | Ergebnis        |               |
| ------------------- | --------------- | ------------- |
| Greenock Morton     | 3:1 n. V.       | FC Montrose   |
| Hamilton Academical | 1:1 (?:? i. E.) | FC Livingston |

## Finale
| Greenock Morton                                                  | Greenock Morton | Hamilton Academical | Hamilton Academical |
| ---------------------------------------------------------------- | --- | --- | ------------------- |
| Greenock Morton                                                  | \| Finale \| \| 13. Dezember 1992 um 14:00 Uhr Ortszeit in Paisley (Love Street) \| \| Ergebnis: 2:3 \| \| Zuschauer: 7.391 \| \| Schiedsrichter: Joe Timmons \|                                                 | \| Finale \| \| 13. Dezember 1992 um 14:00 Uhr Ortszeit in Paisley (Love Street) \| \| Ergebnis: 2:3 \| \| Zuschauer: 7.391 \| \| Schiedsrichter: Joe Timmons \|                                                        | Hamilton Academical |
| Greenock Morton                                                  | David Wylie – Derek Collins, Mark Pickering, Stuart Rafferty, Martin Doak – Dougie Johnstone, Alex Mathie, Alan Mahood (??. John Gahagan), Rowan Alexander – Derek McInnes, Jim Tolmie Cheftrainer: Allan McGraw | Allan Ferguson – Chris Hillcoat, Colin Miller, Andy Millen, Jim Weir – Craig Napier, Michael Waters (??. Paul McKenzie), Colin Harris, Colin Cramb (??. Kenny Ward) – Gary Clark, Paul McDonald Cheftrainer: Iain Munro | Hamilton Academical |
| Greenock Morton                                                  | 1:0 Rowan Alexander (11.) Rowan Alexander (83.) | 1:1 Gary Clark (12.) Gary Clark (??.) Chris Hillcoat (??.) | Hamilton Academical |
| Finale                                                           | | |                     |
| 13. Dezember 1992 um 14:00 Uhr Ortszeit in Paisley (Love Street) | | |                     |
| Ergebnis: 2:3                                                    | | |                     |
| Zuschauer: 7.391                                                 | | |                     |
| Schiedsrichter: Joe Timmons                                      | | |                     |